# György Dózsa

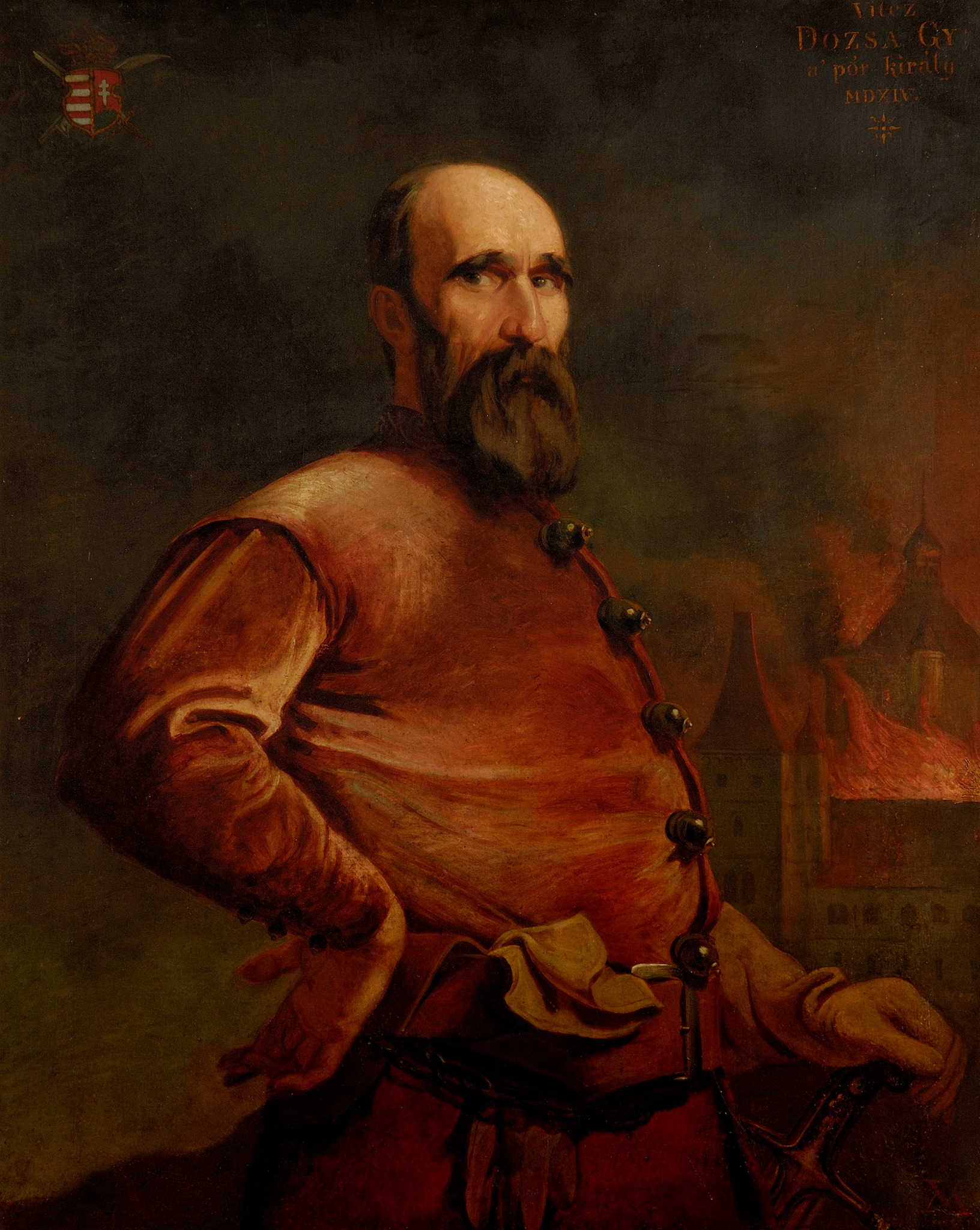
Retrato de György Dózsa de 1913.

György Dózsa (o György Székely, en rumano: Gheorghe Doja; 1470 - 20 de julio de 1514) fue un hombre de armas de Székely (y, según algunos, un noble), en Transilvania, Reino de Hungría, que dirigió una revuelta de campesinos contra la nobleza terrateniente del reino. Finalmente fue capturado, torturado y ejecutado junto con sus seguidores, y recordado tanto como un mártir cristiano como un peligroso criminal. Durante el reinado del rey Vladislao II de Hungría (1490-1516), el poder real declinó a favor de los magnates, que utilizaron su poder para restringir la libertad de los campesinos.